# 溝部洋六
溝部 洋六（みぞべ ようろく、1881年（明治14年）6月27日 - 1919年（大正8年）11月6日）は、大日本帝国海軍の軍人。最終階級は海軍大佐。大分市出身。

## 略歴
溝部竹太郎（三男、四女）の長男として、府内城下中上市町（現大分市中央町）に生まれる。1894年（明治27年）大分県尋常中学校入学。四年の課程を終え、五年次の8月に海軍兵学校を受験し合格。入校時成績順位は137名中第5位。1898年（明治31年）12月海軍兵学校入校（第29期）。卒業時成績順位は125名中第1位（首席、望遠鏡を下賜さる）。1913年（大正2年）海軍大学校（甲種13期）に入校し首席卒業、恩賜の長剣を拝受する。

## 人物像
資性闊達にして明敏、帝国海軍きっての逸材であり将来は将官と期待されたが、戦艦伊勢にて大演習中に病に罹り、38歳の働き盛りで病没。同期には品川一郎（優等卒業、黄海海戦において戦死。三笠に「勇士戦死のところ」の銘版あり）、米内光政、佐久間勉らがいる。
同郷堀悌吉中将（海兵32期首席卒業）については、その父親は悌吉が医者に成る事を希望していたり、中学の教員も合格を危惧していたが、とにかく洋六の例を話して海軍兵学校を受験したという。
自らの遠洋航海が終了した翌年、30期生の遠洋航海に候補生指導官として厳島乗船。また明治37年12月20日、32期堀悌吉以下191名（少尉候補生）の振天府拝観の付添いを命じられる等、指導力もあり後輩から人望のある性格であった。兵学校時代の明治32、33年の両度にわたり品行善良章を受ける。
中学時代は「高山彦九郎」を以って自ら任じていた事や「海へ」等の著書を出版している事などから海大卒業後は、海国思想の啓発者、普及家への道を目指していた。また軍人には似合わず全く酒を嗜まなかった。
竹田市広瀬神社に納められている広瀬中佐佩用の長剣は、嘗て軍神広瀬の精神をつぐものとして、広瀬家より溝部に譲与された。しかし溝部の没後は溝部家より同神社に奉納された。

## 年譜
- 1901年（明治34年）12月10日－海軍兵学校卒業 卒業成績順位125名中第1位。
  - 12月14日－任少尉候補生。
- 1902年（明治35年）2月－3等海防艦比叡乗組。練習艦隊（比叡、金剛）遠洋航海出発 横須賀~マニラ~木曜島~タウンズビル~メルボルン~ホバート~オークランド~スバ~釜山~馬山浦~横須賀 。
  - 8月25日－帰着
- 1903年（明治36年）1月23日－任海軍少尉。「厳島（艦長松本和、副長佐藤鉄太郎）」に30期生の遠洋航海の指導官として乗組み。
  - 2月－南洋諸島、豪州及び清韓諸港に向け巡航開始。
  - 8月－横須賀帰着。
  - 11月－「富士（艦長松本和）」乗組を命じられる。
- 1904年（明治37年）2月6日－佐世保発艦[5]。
  - 2月9日－旅順口の敵艦砲撃（初の実戦を体験 砲術長山中少佐戦死）。
  - 2月17日－富士乗組松原少尉らと海洋島を偵察。
  - 7月13日－任海軍中尉。
  - 8月10日－黄海海戦（「富士」被弾・死傷なし）。
  - 10月29日－「韓崎丸」乗組を命じられる。11月12日 －韓崎丸江田島に回航。堀悌吉ら海兵卒業の32期生を同船に収容し指導にあたる。
- 1905年（明治38年）1月12日－吾妻分隊長心得[6]を命じられる。1月21日－青森にて乗艦。
  - 2月－津軽海峡方面を警備。13日、浦塩から函館に入港した独商船を取り調べる。
  - 5月27日－日本海海戦時は前部八伊砲塔を指揮（「吾妻」被弾十余個 戦死下士卒10名 負傷副長東郷中佐他30名）。
  - 8月－「吾妻」樺太攻略作戦を支援。
  - 8月5日－任海軍大尉。「吾妻」分隊長を命じられる。
  - 8月18日－「吾妻」の陸戦隊を率いてチラケベオッソ（日本名知良）に上陸、当地よりチラケベオッソ岬（恵須取郡 日本名知来岬、海軍呼称名須磨岬）の望楼建設予定地までの沿岸を踏査し、異状なしを確認。
  - 12月－海軍砲術練習所学生。
- 1906年（明治39年）6月－砲術練習所首席卒業。成績優等にて銀時計を賜る。その後「朝日」,「鹿島」,「呉海兵団」分隊長を命じられる。
- 1908年（明治41年）－4月「高千穂」砲術長兼分隊長[7]。9月病気のため休職、郷里の別府温泉にて療養。この間、四国八十八ヶ所を巡礼し、明治45年3月結願。
- 1911年（明治44年）－6月 復職。「出雲」分隊長を命じられる。
- 1912年（明治45年）－「沖島」分隊長兼佐世保海兵団分隊長を命じられる。
  - 7月29日－佐々木チヨ嬢[8]と結婚。
- 1912年（大正元年）－任海軍少佐。命薩摩分隊長、続いて佐世保鎮守府軍法会議判士長に補せらる。
- 1913年（大正2年）12月－海軍大学校に入校。
- 1914年（大正3年）－「別府発展」に関する提言[9]。
- 1915年（大正4年）12月－海軍大学校（甲種13期）を首席卒業、卒業成績順位17名中第1位。卒業とともに「比叡」（艦長加藤寛治大佐）の砲術長を命じられる。
- 1916年（大正5年）－9月軍令部出仕。臨時海軍軍事調査会（委員長山屋他人中将）に関わる。
- 1917年（大正6年）4月－任海軍中佐。
  - 6月－兵資調査会委員（委員長栃内曽次郎）。
  - 10月末－軍事に関する一般事項視察のため、米、英、仏、伊、希国等に関中佐らと出張。
- 1918年（大正7年）5月－欧州より帰朝。軍令部出仕兼海軍大学校教官
  - 10月－27日、浦塩派遣の任を解かれ帰京した加藤寛治宅を訪問[10]
  - 12月－軍令部参謀兼海軍大学校教官
- 1919年（大正8年）10月－海軍大演習青組審判官（観艦式は横浜沖）。戦艦「伊勢」にて審判するも体調を崩す。
  - 11月6日－任海軍大佐。病没 享年38。

## 栄典
位階
- 1903年（明治36年）4月10日 - 正八位[11]
- 1904年（明治37年）8月30日 - 従七位[12]

勲章等
- 1906年（明治39年）4月1日 - 功五級金鵄勲章・勲五等双光旭日章・明治三十七八年従軍記章[13]

## 著書等
- 著書
  - 「海国日本」（1919.8 同文館）
  - 「海へ」（1914 博文館　題字は上村彦之丞、序文は佐藤鐵太郎記す）
  - 「国防の本義」（1919 大鐙閣）
- 論文
  - 「商権と海上権力」（時事新報 1919.1.3）
  - 「海軍拡張の急務」（亜細亜時論 1917.10）
  - 「海上より見たる現欧州戦役」（地学雑誌 1917.7）
  - 「海上権力と国家との関係」（大日本国防義会会報 1917.7）
- 作詞
  - 「ボートの歌」（作曲　沼田軍楽師）
  - 「軍艦薩摩軍歌」（作曲　沼田軍楽師）
  - 「日の本っ國」（作曲　瀬戸口藤吉軍楽長）
  - 「海軍執銃体操軍歌」（作曲　田中穂積軍楽長）